# Бурси, Карл Готтлиб Генрих Фридрих
Карл Готтлиб Генрих Фридрих Бурси (Карл Данилович Бурзи) (нем. Karl Gottlieb Heinrich Friedrich Bursy; 26 ноября [7 декабря] 1791, Блидене — 25 сентября [7 октября] 1870, Митава) немецкий и российский врач и мемуарист, автор воспоминаний о Людвиге ван Бетховене; доктор медицины, действительный статский советник (1864). Отец Доротеи Бурси, супруги Фёдора Егоровича Мейера.

## Биография
Карл Бурси родился 26 ноября 1791 года в Блидене в семье местного пастора Эрнста Даниэла Бурси (1791—1870) и Магдалены Конрадовны (урождённой Шульц); внук гольдингенского городского секретаря.

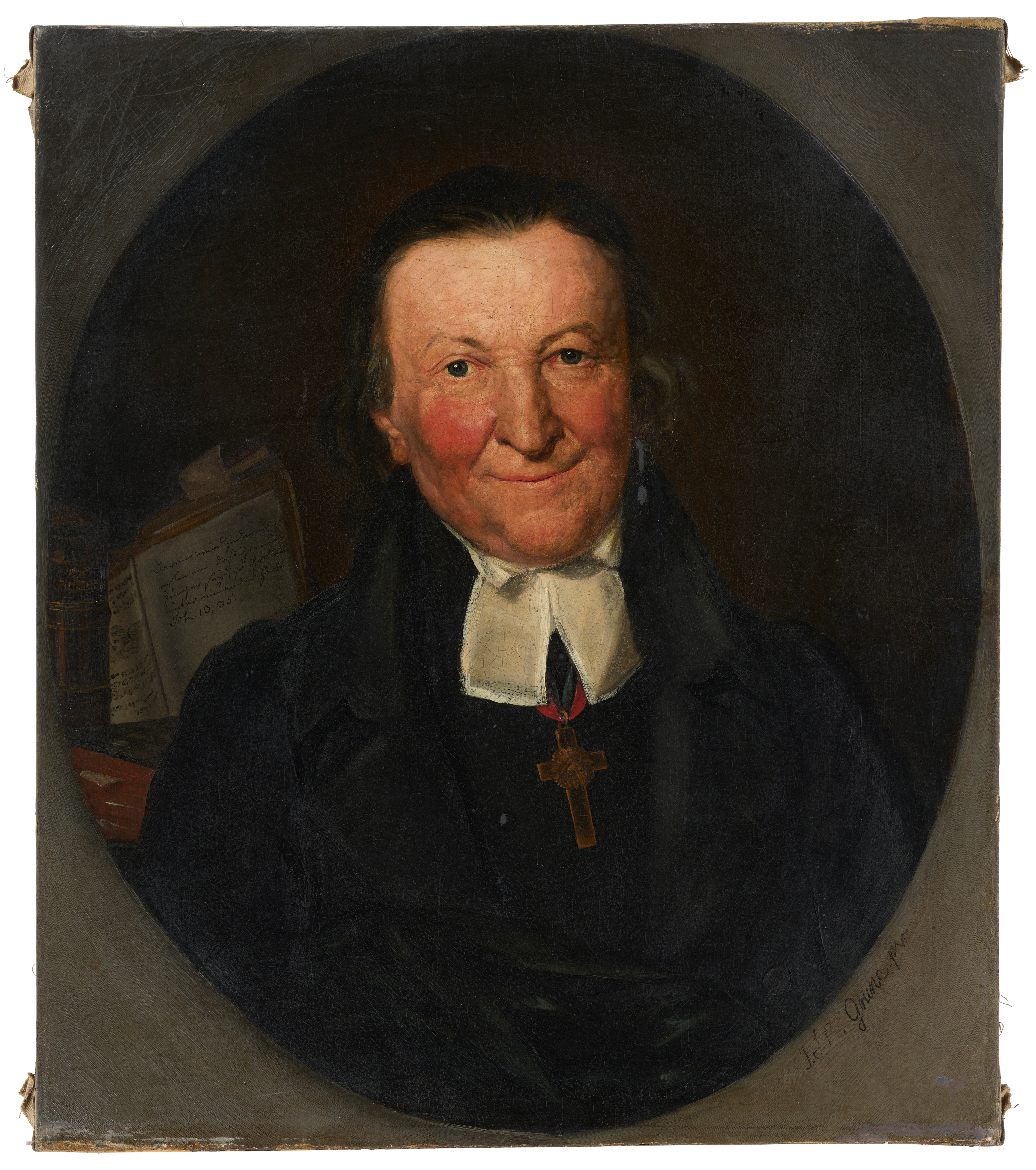
Пастор Эрнст Даниэл Бурси, — отец Карла Бурси

С 1811 по 1813 года изучал медицину в Берлинском университете, а с 1813 по 1815 год в Императорском Дерптском университете. Здесь он принял участие в конкурсе на объявленную от медицинского факультета задачу: «De expositione actionum vitalium in organismо animali» и был удостоен серебряной медали.
В 1815 году, получив в Дерптском университете степень доктора медицины, Бурси, для повышения квалификации, слушал некоторое время лекции и посещал клиники в Берлине и Вене.
В 1816 году Карл Готтлиб Генрих Фридрих Бурси вернулся обратно в Курляндию и долгое время занимался частной врачебной практикой в Гренцгофе и Фокенгофе.
Не позже 1826 года принял русское подданство и стал именоваться Карлом Даниловичем Бурзи. В 1826 году занял место врача при минеральных водах в Бальдоне, а впоследствии — должность инспектора курляндской врачебной управы, где и дослужился до чина действительного статского советника.
Интересуясь с юности литературой, музыкой и искусством, временами пожалуй, даже более, чем своей медицинской специальностьй, Бурси принимал деятельное участие в трудах Курляндского литературного и художественного общества и состоял долгое время одним из директоров курляндского провинциального музея.
Свои работы Бурси публиковал в «Wohlfart’s Jahrbücher für d. Lebensmagnetismus», «Kaiser’s Archiv f. d. Thierischen Magnetismus», «Hufeland’s Journal d. Heilkunde», «Inland» и других изданиях.
Вышел в отставку не позже 1 февраля 1867 года.
Карл Готтлиб Генрих Фридрих Бурси умер 25 сентября [7 октября] 1870 года в городе Митаве.

## Награды
- Орден Святой Анны 2-й степени (1853).
- Орден Святого Станислава 2-й степени с императорской короной (1860).
- Орден Святого Владимира 4-й степени за 35 лет выслуги (1862).